# Interno della chiesa di santa Cuna a Rhenen
Interno della chiesa di santa Cuna a Rhenen è un dipinto di Bartholomeus van Bassen. Eseguito nel 1638, è conservato nella National Gallery di Londra.

## Descrizione
È questo uno dei pochi dipinti di van Bassen in cui è riprodotta una chiesa realmente esistente, per quanto con alcune licenze descrittive. Si tratta della chiesa di santa Cuna a Rhenen.